# Christine de Hesse-Cassel
Christine Marguerite de Hesse-Cassel (en allemand : Christina Margrethe von Hessen-Kassel), princesse de Hesse-Cassel et, durant son premier mariage, princesse de Yougoslavie est née le 10 janvier 1933 à Kronberg im Taunus, en Allemagne, et morte le 22 novembre 2011 à Gersau, en Suisse. Membre de la maison de Hesse, c'est une princesse allemande.

## Famille
La princesse Christine est la fille aînée du prince Christophe de Hesse-Cassel (1901-1943) et de son épouse la princesse Sophie de Grèce (1914-2001). 
Par son père, elle est la petite-fille du landgrave Frédéric-Charles de Hesse-Cassel (1868-1940), éphémère roi de Finlande sous le nom de Charles Ier en 1918, et de son épouse la princesse Marguerite de Prusse (1872-1954) tandis que, par sa mère, elle descend du prince André de Grèce (1882-1944) et de son épouse la princesse anglo-allemande Alice de Battenberg (1885-1969). Christine a donc la particularité généalogique de descendre à la fois du roi Christian IX de Danemark (1818-1906), surnommé le « beau-père de l'Europe », et de la reine Victoria du Royaume-Uni (1819-1901), connue comme la « grand-mère de l'Europe ».
Le 2 août 1956, Christine épouse, à Friedrichshof, le prince André de Yougoslavie (1929-1990), troisième fils du roi Alexandre Ier de Yougoslavie (1888-1934) et de sa femme la princesse Marie de Roumanie (1900-1961). De ce mariage naissent deux enfants :
- Maria Tatiana (« Tania ») de Yougoslavie (1957), princesse de Yougoslavie, qui épouse, en 1990, Gregory Thune-Larsen ;
- Christophe de Yougoslavie (1960-1994), prince de Yougoslavie.

Divorcée le 31 mai 1962, Christine se remarie à Londres, le 3 décembre 1962, avec le poète Robert van Eyck (1919-1991), fils du philosophe Pieter Nicolaas van Eyck (1887-1954) et de son épouse Nelly Benjamins (1891-1971). De ce mariage naissent deux enfants :
- Helen Sophia van Eyck (1963), qui épouse, en 1986, Robert Alan Harman (1942) ;
- Mark Nicholas van Eyck (1966), qui épouse, en 1992, Joanne Green.

## Biographie

### Enfance en Allemagne
Aînée des enfants de Christophe de Hesse-Cassel et de Sophie de Grèce, la princesse Christine naît dans la résidence de ses grands-parents, au château de Friedrichshof, en 1933,. Surnommée « Christa », l'enfant grandit entre Berlin et Kronberg im Taunus, où elle s'installe avec sa mère et ses frères lorsqu'éclate la Seconde Guerre mondiale.
En 1943, Christine a dix ans lorsque son père trouve la mort dans un accident d'avion, dans les Apennins,. Dans les mêmes moments, plusieurs membres de sa famille proche sont menacés par le régime hitlérien. Sa tante, la landgravine Mafalda est ainsi emprisonnée à Buchenwald, où elle trouve la mort en 1944, tandis que son oncle, le landgrave Philippe est interné à Flossenbürg.
À la fin de la guerre, les forces d'occupation américaines chassent les Hesse-Cassel de Friedrichshof et Christine et sa famille trouvent refuge à Wolfsgarten chez leur cousin le grand-duc de Hesse. Un an plus tard, la mère de Christine se remarie au prince Georges-Guillaume de Hanovre.

### Installation au Royaume-Uni et premier mariage
En 1953, Christine et sa famille, qui n'avaient pas été conviés au mariage du prince Philippe,, frère de la princesse Sophie, sont invités au couronnement de la reine Élisabeth II du Royaume-Uni,. Deux ans plus tard, Christine revient à Londres pour y suivre une formation de restaurateur d'art avec Anthony Blunt. Installée avec sa cousine Beatrix de Hohenlohe-Langenbourg,, elle se rapproche du prince André de Yougoslavie, qu'elle a rencontré pour la première fois l'année précédente, durant un séjour au Portugal.
Christine et André se marient finalement en 1956 à Kronberg. Par la suite, le couple revient vivre en Angleterre, où André possède une ferme, The Hollonds, située à Langton Green, dans le Kent. Leur travail dans l'agriculture s'étant soldé par un échec, André se lance dans l'import-export à Londres, avant de devenir cadre dans une banque. Dans le même temps, Christine donne naissance à deux enfants, Maria Tatiana (née en 1957) et Christophe (né en 1960).

### Second mariage
En 1961, la princesse Christine abandonne le foyer conjugal pour entamer une liaison avec un artiste néerlandais du nom de Robert van Eyck. En réaction, André de Yougoslavie lance une procédure de divorce, qui est formalisée en 1962,. Christine perd alors la garde de ses enfants, qui sont confiés à leur père.
Remariée quelques mois après son divorce,,, Christine a deux autres enfants avec Robert van Eyck : Helen (née en 1963) et Mark (né en 1966),. Quelques années plus tard, en 1972, la princesse récupère la garde de son fils Christophe, qui quitte André de Yougoslavie après son second divorce. Dans les années 1980, Christine devient par ailleurs la tutrice de sa nièce Saskia de Hanovre, dont le père a trouvé la mort après avoir rejoint une secte en Inde.
En 1985, Christine et son deuxième mari se séparent, avant de divorcer l'année suivante.

### Dernières années
En 1994, la princesse perd son fils Christophe, fauché par une voiture alors qu'il rentrait chez lui à bicyclette.
Pendant plusieurs années, Christine vit ensuite à Gersau, en Suisse, au côté de sa sœur Dorothée, veuve du prince Friedrich de Windisch-Graetz. Elle y meurt à l'âge de 78 ans, en 2011.